# Slag bij Spionkop
De Slag bij Spionkop (Afrikaans: Spioenkop, Engels: Spion Kop) in 1900 is een bekende overwinning van de Afrikaners op de Britten in de Tweede Boerenoorlog in Zuid-Afrika. De Boeren waren flink in de minderheid maar wisten uiteindelijk toch de overwinning te boeken over het Britse leger op en rond de heuvel Spionkop in Natal. De slag om Spioenkop vond plaats langs de rivier de Tugela, Natal in Zuid-Afrika op ongeveer 38 km ten westzuidwesten van Ladysmith.
In de nacht van 23 januari stuurde generaal Sir Charles Warren een duizendtal mannen onder brigadegeneraal Woodgate om de Spionkop, een rotsachtige heuveltop, te bezetten. Hij zag dit als de sleutel tot de rechterflank van de Boeren. De Britten vonden de bergtop vrijwel onbeschermd, en de bezetting liep probleemloos. Het kopje behouden was nog iets anders.
Dit is een ongebruikelijke militaire actie, omdat aan beide kanten leiders tot de conclusie kwamen dat de situatie onhoudbaar was en besloten om hun troepen terug te trekken. Het betwiste terrein bleef leeg achter (behoudens doden en gewonden). Het is dat de Boeren de verdedigende partij waren dat ze als overwinnaars gelden: na afloop konden ze het terrein herbezetten.

## Voorbereiding van het gevecht
Generaal Sir Redvers Buller, VC, commandant van de Britse troepen in Natal, probeerde een Britse troepen in Ladysmith te ontzetten. De Boeren, onder generaals Louis Botha en Schalk Burger, hielden hem bij de rivier de Tugela tegen. Hoewel de mannen van Botha veruit in de minderheid waren, waren ze uitgerust met moderne Mausergeweren en moderne veldkanonnen en hadden zich in hun posities zorgvuldig verschanst. Eind december 1899 deed Buller een frontale aanval op de Boerenposities in de slag bij Colenso. Dit leidde nergens toe, maar had wel politieke en publicitaire gevolgen.
In de loop van de volgende weken ontving Buller verdere versterkingen en verwierf ook voldoende karren en transport, zodat hij ook verder weg kon opereren van de spoorlijn die zijn belangrijkste aanvoerlijn was. Buller bedacht een nieuw aanvalsplan om Ladysmith te ontlasten. Zijn leger moest een tweeledig offensief lanceren dat op twee punten de rivier de Tugela zou oversteken.
Buller droeg het makkelijke deel, met de hoofdmacht, over aan generaal Sir Charles Warren; hij zou oversteken bij Trichardt's Drift. Buller stuurde een tweede, kleinere troepenmacht, onder majoor generaal Neville Lyttelton, om meer oostelijk bij Potgieter's Drift over te steken (deze zou dan wachten tot de hoofdmacht door zou breken). Eenmaal over de Tugela zouden de Britten de achterliggende verdedigingsposities van de Boeren aanvallen om vervolgens de open vlaktes over te steken om Ladysmith te ontlasten. Het gebied lag op slechts 32 kilometer van Ladysmith.
Warrens troepen telden 11.000 infanterie, 2200 cavalerie en 36 veldkanonnen. Op de 11e marcheerden ze naar het westen om de Little Tugela over te steken en positie in te nemen voor Potgieter's Ferry. Hun mars was echter gemakkelijk zichtbaar voor de Boeren, en zo traag (gedeeltelijk vanwege de massale bagagekonvooien die destijds gebruikt werden door sommige Britse officieren – Warren had een gietijzeren badkamer en een goed uitgeruste keuken) dat tegen de tijd dat ze aankwamen bij de Tugela, de Boeren zich in een nieuwe, tegenoverliggende positie verschanst hadden. Op de 18e bereikten Britse bereden troepen onder de graaf van Dundonald zeer ondernemend de uiterste rechterflank, vanwaar er weinig was dat hen zou verhinderen naar Ladysmith te rijden, maar Warren riep hen terug om de bagage van de strijdkrachten te bewaken.
Toen al zijn troepen de rivier waren overgestoken, stuurde Warren een deel van een infanteriedivisie onder luitenant-generaal Francis Clery tegen de rechterflankposities op een plateau met de naam Tabanyama. De Boeren hadden zich op een nieuwe positie op de hellingen van het plateau gevestigd; de aanval van Clery boekte geen vooruitgang. Ondertussen wachtte de tweede Britse aanval van Lyttelton bij Potgieter's Drift vol ongeduld.
Buller zelf ergerde zich groen en geel over de traagheid van Warren's troepen. In zijn rapport achteraf verklaarde hij dat hij uiterlijk de 19e de leiding van Warren over had moeten nemen, hij zag dat het zo niet goed ging. Hij aarzelde om dat te doen omdat Warren daarmee in diskrediet gebracht zou worden, en Warren was vanuit Londen juist gestuurd om het van Buller over te nemen, mocht het niet goed gaan.

## De aanval
Spionkop, net ten noordoosten van Warrens troepenmacht, was de hoogste heuvel in de regio, meer dan 430 meter hoog (relatieve hoogte vanaf de basis). Hij bevond zich bijna precies in het midden van de Boerenverdediging. Als de Britten deze positie konden veroveren en artillerie naar de heuvel konden brengen, zouden ze de flanken van de omliggende Boerenposities beheersen. In de nacht van 23 januari stuurde Warren een duizendtal van zijn troepen onder generaal-majoor Edward Woodgate naar de Spionkop om deze te bezetten.
Luitenant-kolonel Alexander Thorneycroft werd gekozen om de eerste aanval te leiden. Thorneycroft was een van de zes "speciale dienst" officieren, onder wie ook Robert Baden-Powell en Herbert Plumer, kort voor de oorlog naar Zuid-Afrika gestuurd om lokale, ongeregelde korpsen te werven. De bereden infanterie van Thorneycroft was geworven in Natal en telde 360 man.
De Britten klommen 's nachts de heuvel op in dichte mist. Ze verrasten de kleine Boerenbezetting en verdreven ze van de kop. Van de 15 mannen van de Boerenbezetting werd er één dodelijk gewond; zijn graf ligt tot op de dag van vandaag op de heuvel. Tien Britse soldaten raakten gewond bij de aanval. De overige Boeren trokken zich terug de heuvel af naar hun kamp en maakten hun mede-Boeren wakker door te schreeuwen: "Die Engelse is op die kop!". Woodgate bracht Warren op de hoogte van de succesvolle verovering van de heuveltop.

## Overdag
Een halve compagnie van Britse geniesoldaten begon de positie te versterken, maar zij hadden slechts 20 pikhouwelen en 20 spades (terwijl de duizend soldaten toekeken). Toen de mist optrok, ontdekten de Britten dat ze slechts een deel van de heuveltop van Spionkop hadden, terwijl de Boeren aan drie kanten van de Britse positie ook toppen bezetten. De Britten hadden geen directe kennis van de topografie van de top en de duisternis en mist hadden het probleem verergerd.
De Britse loopgraven vorderden slechts langzaam. Omdat de top van het kopje veelal uit hard gesteente bestond, waren de loopgraven maximaal 40 centimeter diep en boden ze een zeer matige verdedigende positie. De Britse infanterie in de loopgraven kon niet over de top van het plateau kijken terwijl de Boeren waren in staat om hen met artillerie te beschieten vanaf de aangrenzende pieken. De Britten hadden speciaal voor dit soort omstandigheden lichte kanonnen die in onderdelen per (muil)ezel vervoerd konden worden, maar door een logistieke blunder bevonden deze zich ver achter het front.
De Boeren zagen dat de situatie kritiek was. Wel kon de Boeren-artillerie vuur uitbrengen op de Britse positie en kon geweervuur worden uitgebracht uit delen van de kop die nog niet door de Britten waren bezet. De generaals van de Boeren wisten dat sluipschutters en artillerie alleen niet voldoende zouden zijn om de Britten te verdrijven, en het kopje was van essentieel belang voor de positie van de Boeren. Als de Britten onmiddellijk posities innamen op Conical Hill en Aloe Knoll (de twee onbezette kopjes op de kop zelf), konden ze met hun artillerie op Tabanyama schieten en de belangrijkste Boerenposities daar bedreigen. Wat nog belangrijker is, was het risico dat de Britten de Twin Peaks (Drielingkoppe) zouden bestormen, direct ten oosten van Spionkop. Als Twin Peaks zou vallen, zouden de Britten in staat zijn om de linkerflank van de Boers te keren en het hoofdkamp van de Boeren te vernietigen. De generaals van Boeren beseften dat Spionkop snel zou moeten worden bestormd of de hele linie zou het begeven.
De Boeren-artillerie begon de Britse positie te beschieten, met een snelheid van tien granaten per minuut, vanaf het aangrenzende plateau van Tabanyama. Ondertussen bezette commandant Hendrik Prinsloo van het Carolina Commando de Aloe Knoll en de Conical Hill met ongeveer 88 man, terwijl ongeveer 300 Boeren, voornamelijk van het Pretoria Commando, de kop beklommen om een frontale aanval op de Britse positie te lanceren. Prinsloo zei tegen zijn mannen: "Mannen, we gaan nu de vijand aanvallen en we zullen niet allemaal terugkomen. Doe je plicht en vertrouw op de Heer." Enkele minuten later kwamen honderden Boeren aan en vielen de Britse posities aan op de top van de Spionkop, tot grote verrassing van de Britten. Het was zeer ongebruikelijk voor de Boeren om een massale aanval overdag uit te voeren, resulterend in een wreed gevecht van dichtbij. Dit was niet gebruikelijk in de oorlogsstijl van de Boeren. De Britse Lee–Metford en Lee–Enfieldgeweren waren even dodelijk als de Mausergeweren van de Boeren. Beide partijen wisselden echter van dichtbij vuur uit en voerden man-tegen-mangevechten uit, waarbij de Britten op hun geweer vastgezette bajonetten gebruikten. De Boeren vertrouwden op jachtmessen en de kolven van hun geweren. Hoewel de Boeren de Britten ernstige verliezen toebrachten, en zelfs de top bereikten, na minuten van brutale lijf-aan-lijfgevechten, konden ze niet verder komen.
In de daaropvolgende uren vestigde zich een soort patstelling bij de kop. De Boeren hadden gefaald om de Britten volledig van de kop te verdrijven, maar de overlevende mannen van het commando Pretoria en Carolina hielden nu een vuurlinie op Aloe Knoll van waaruit ze de Britse positie onder vuur konden houden.
Het moreel begon aan beide kanten te verminderen toen de extreme hitte, uitputting en dorst zich deden gelden. De Boeren op de kop konden grote aantallen mede-Boeren zien op de vlakten onder hen, maar die weigerden mee te vechten. Een gevoel van verraad, het bloedige falen van de frontale aanval, de slechte discipline inherent aan de Boeren en de schijnbare veiligheid van de Britse positie bleek te veel voor sommige Boeren, die hun zwaarbevochten posities begonnen te verlaten. Aan de andere kant begon het bombardement zijn tol te eisen op de Britten. Woodgate viel om ongeveer 8:30 uur, dodelijk gewond door een granaatsplinter. Snel nam kolonel Blomfield van de Lancashire Fusiliers het commando maar hij raakte kort na de dood van Woodgate gewond, terwijl de officier van de sappeurs, majoor H.H. Massy, en de brigademajoor van Woodgate, kapitein N.H. Vertue, werden gedood. Officieren en mannen van verschillende eenheden waren vermengd en de Britten waren nu leiderloos, verward en vastgepind door de zware Boerenartillerie en geweervuur. De Britse artillerie, lager op de hellingen van Spionkop geplaatst, was niet in staat voldoende te reageren op de Boerenkanonnen. De Britse artillerie miste ook goed zicht waardoor een soldaat in zijn dagboek van de gebeurtenissen opmerkte: "Onze kanonniers hebben door de onnauwkeurigheid van hun vuur veel meer schade aangericht aan onze infanterie in de frontlinie dan aan de Boeren!"
Kolonel Malby Crofton van de Royal Lancasters nam de leiding en smeekte om hulp: "Versterk onmiddellijk of alles is verloren. De generaal is dood." Daarna kon de verbijsterde kolonel geen leiderschap uitoefenen. Thorneycroft nam de leiding te hebben genomen en leidde een felle tegenaanval.
Warren had majoor-generaal John Talbot Cokes brigade van twee reguliere bataljons en de Imperial Light Infantry (gevormd in Durban) al gestuurd om de top te versterken. Deze weigerde echter een aanval op Tabanyama uit te voeren en verbood zijn mannen om op Aloe Knoll te schieten, in de overtuiging dat dit deel uitmaakte van de Britse positie. Om 11:40 uur stelde Buller, die kon zien dat het niet goed ging, aan Warren voor om Thorneycroft aan te stellen als commandant op de kop. De eerste boodschapper aan Thorneycroft werd doodgeschoten voordat hij een woord kon uitbrengen. Eindelijk wist iemand anders de boodschap voor te lezen: "Je bent een generaal."
Winston Churchill was als journalist gestationeerd in Zuid-Afrika. Hij was na zijn ontsnapping uit de Boerengevangenschap aangesteld als luitenant in het South African Light Horse. Churchill bood aan als koerier op te treden naar het hoofdkwartier van Spionkop en legde bij Warren een verklaring af over de scène: "Lijken lagen hier en daar. Veel van de wonden waren vreselijk van aard. De splinters en fragmenten van de granaten hadden ze gescheurd en verminkt. De ondiepe loopgraven waren verstikt met doden en gewonden."
Rond 13.00 uur bleek de situatie te veel voor sommige mannen van de Lancashire Fusiliers; zij probeerden zich over te geven. Thorneycroft kwam persoonlijk tussenbeide en schreeuwde tegen de Boeren die naar voren kwamen om gevangenen te verzamelen: "Ik ben de commandant hier; breng uw mannen terug naar de hel meneer. Ik sta geen overgave toe." Gelukkig voor Thorneycroft waren op dat moment de eerste van de Britse versterkingen aangekomen. Een wreed vuurgevecht volgde, maar de Britse linie was gered. Om 14.30 uur stuurde Thorneycroft Warren een verzoek voor versterkingen en water. Ondertussen bereikte Coke nooit de top. Hij zag de boodschap van Thorneycroft om hulp, maar deed toen niets om de luitenant-kolonel te verzekeren van zijn aanwezigheid of steun in de buurt.
Het Middlesex Regiment en de Imperial Light Infantry, onder kolonel Hill, die hoger in rang was dan Thorneycroft op de reguliere legerlijst, en die ook geloofde dat hij algemeen commandant was aan de kop, hielden de Britten tweeënhalf uur lang vast tot een tweede crisis zich voordeed zodat zij begonnen te wijken. De Cameronians (Scottish Rifles) kwamen op dit punt aan en dreven de Boeren terug met een bajonetaanval. De gevechten tegen de Britten werden nu een patstelling.
In de ochtend had Warren om een afleidingsactie door de divisie van Lyttelton gevraagd, ook al had hij zelf elf eigen (ongebruikte) bataljons om uit te putten. Deze bataljons hadden graag een aanval uitgevoerd ten westen van Spionkop (dit zou een goede kans gehad hebben omdat de Boeren hun linies iedereen die enigszins gemist kon worden naar Spionkop hadden gestuurd), maar Warren hield hun tegen (niet volgens zijn plan). Zonder Buller te vragen, stuurde Lyttelton twee bataljons naar Spion Kop. Eén bataljon, het Royal Rifle Corps, keerde zich af om Twin Peaks aan te vallen. Na het verlies van luitenant-kolonel Riddell en 100 andere slachtoffers, braken zij de dunne Boerenverdedigingslijn en bereikten de Twin Peaks om 17.00 uur.

## 's Nachts
Verbijsterd door het verlies van Twin Peaks haalde generaal Schalk Burger die nacht zijn manschappen uit de strijd. Ook op Spionkop verlieten de Boeren, die vanaf de ochtend dapper hadden gevochten hun posities, toen de duisternis viel. Ze stonden op het punt zich terug te trekken, toen Botha hen overhaalde om te blijven: de Boeren kregen hun posities echter niet terug. Ook Lyttelton haalde zijn troepen terug van Twin Peaks.
Tegen die tijd waren de zenuwen van Thorneycroft gebroken. Na zestien uur op de kop het werk van een brigadegeneraal te hebben gedaan – in totale afwezigheid van instructies van Warren – beval hij een terugtrekking van de Spionkop nadat hij had gemeld dat de soldaten geen water hadden en de munitie bijna op was. Zijn redenen om zich terug te trekken waren dat zonder artillerieondersteuning om het zware Boerenartillerievuur tegen te gaan er geen mogelijkheid was om de positie te verdedigen, en bij gebrek aan fatsoenlijke loopgraven op de top van Spionkop waren de Britse soldaten in hoge mate blootgesteld aan vijandelijk vuur. Churchill verscheen voor de tweede keer op het toneel. Dit waren de eerste orders van Warren, sinds hij Thorneycroft tot brigadier verhief. Churchill zei dat 1400 mannen onderweg waren met twee grote scheepskanonnen. Thorneycroft vertelde hem: "Beter zes goede bataljons veilig de heuvel af dan een bloedige rommel in de ochtend." Hij beval de brigade zich terug te trekken.

## De volgende dag
Toen de ochtend aanbrak, was generaal Botha verbaasd te zien dat twee Boeren boven op Spionkop stonden, zwaaiend met hun hoeden in triomf. De enige Britten op de kop waren de doden en de stervenden. De Britten leden 243 doden tijdens de strijd; velen werden begraven in de loopgraven waar ze vielen. Ongeveer 1.250 Britten raakten gewond of gevangen. Mohandas Gandhi was een gewondendrager in deze strijd in het Indiase Ambulance Corps; hij was eerder al gedecoreerd. De Boeren hadden 335 slachtoffers, waarvan 68 doden, inclusief de 55 doden en 88 gewonde mannen van Commandant Prinsloos commando.
De Britten trokken zich terug over de Tugela. Eenmaal over de rivier slaagde Buller erin zijn troepen te verzamelen en toe te spreken. Ladysmith zou vier weken later door de Britten worden ontzet.

## Varia
Bekende persoonlijkheden die op Spionkop bij de slag aanwezig waren:
- Winston Churchill als oorlogscorrespondent voor de krant Morning Post,
- Mahatma Gandhi als gewondendrager bij de ambulancedienst.

In Nederland is het avonturenboek De held van Spionkop met Commandant Louis Wessels in de hoofdrol, geschreven door Louwrens Penning bekend geworden, waarvan het (fictief) verhaal zich afspeelt in de Tweede Boerenoorlog.
- Ook de benaming van het Kopje van Bloemendaal is afgeleid en vindt zijn oorsprong in de Afrikaanse benaming kop voor heuvel.

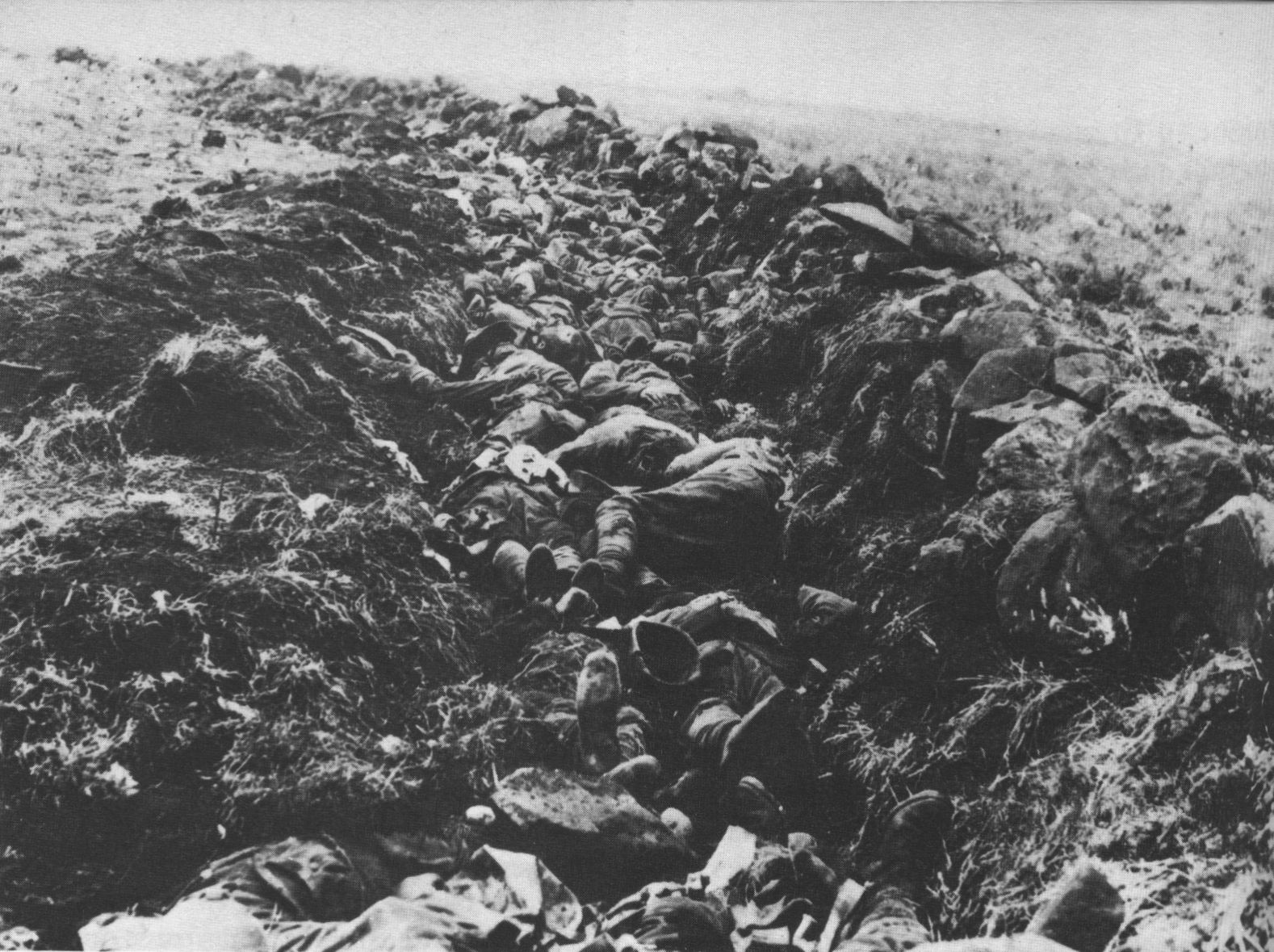
Gesneuvelde Britse soldaten
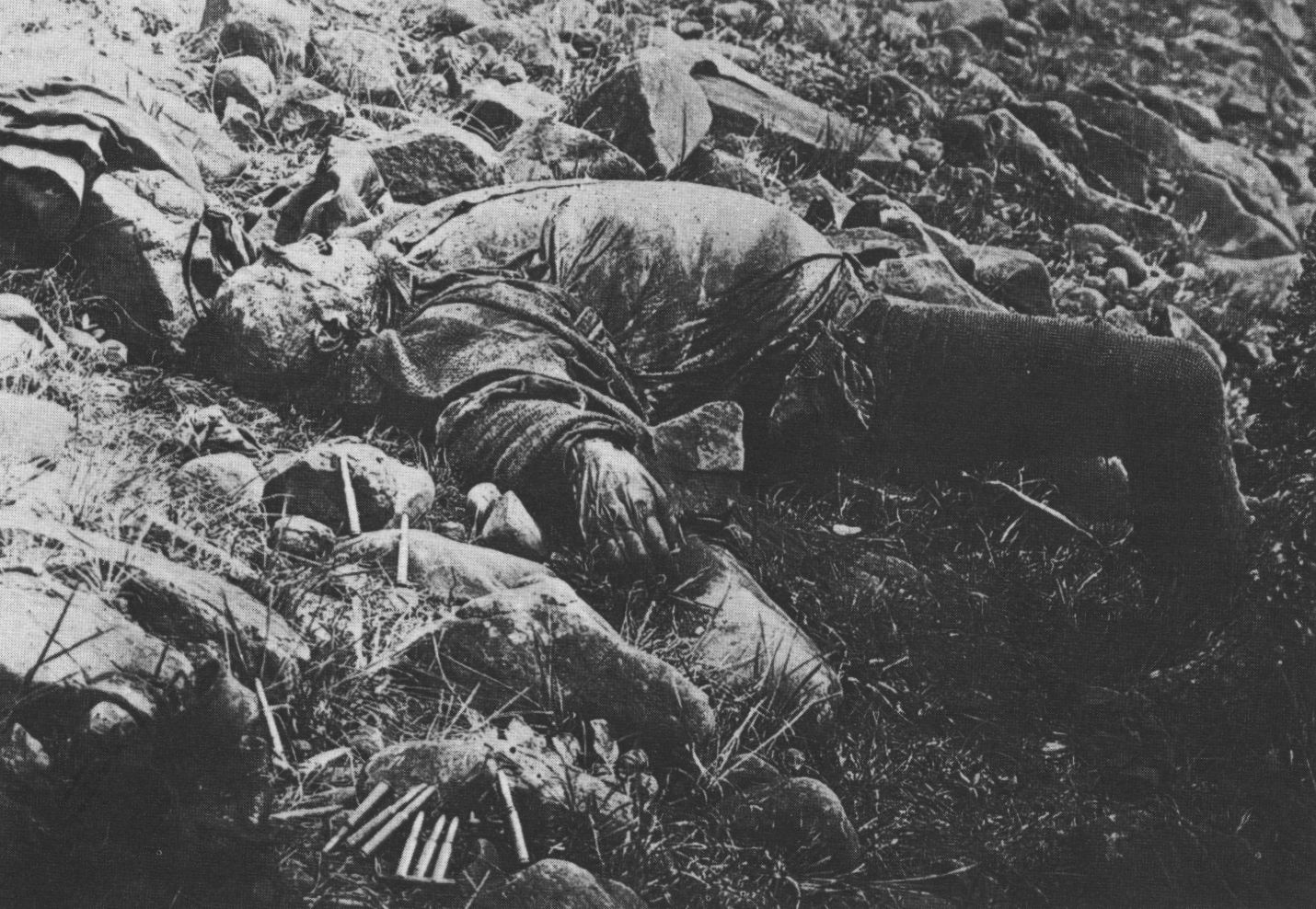
Dode Afrikaner

Kraaipan · Kimberley · Talana Hill · Elandslaagte · Ladysmith (Slag) · Ladysmith (Beleg) · Belmont · Graspan · Modderivier · Stormberg · Magersfontein · Colenso · Spionkop · Vaalkrans · Paardeberg · Boven Tugela · Ladysmith (ontzet) · Poplar Grove · Driefontein · Slag bij Sannaspos · Boshof · Mafeking · Doornkop · Fabersput · Diamond Hill · Witpoort · Elandsrivier (1) · Bergendal · Bothaville · Rhenosterkop · Leliefontein · Nooitgedacht · Helvetia · Middelfontein · Hartbeesfontein · Groenkloof · Duivelskloof · Elandsrivier (2) · Bloedrivierpoort · Bakenlaagte · Groenkop · Tweebosch · Hartrivier · Rooiwal